# Линеарна алгебра
Линеарна алгебра (лат: linealis, припада линији), је математичка дисциплина која се бави векторима и матрицама и уопште векторским простором и линеарним трансформацијама. То је студија линија, равни и њиховог пресецања која користе алгебру. Линеарна алгебра додељује векторе координатним тачака у простору, тако да операције на векторима дефинишу операције на тачкама у простору.
Скуп тачака са координатама које задовољавају линеарне једначине формирају хиперраван у n-димензионалном простору. Услови под којима скуп од n хиперравни секу у једној тачки је оно што линеарна алгебра проучава. Таква истрага је у почетку мотивисана системом линеарних једначина које садрже неколико непознатих. Такве једначине су представљене помоћу матрица и вектора.
Линеарна алгебра је центар суште и примењене математике. Апстрактна алгебра настаје опуштањем аксиома векторског простора. Функционална анализа проучава бесконачно — димензионалну верзија теорије векторских простора. У комбинацији са рачуном, линеарна алгебра олакшава решавање линеарних система диференцијалних једначина.
За разлику од других делова математике, у којима се појављују често нови и нерешени проблеми, у линеарној алгебри то није честа појава. Њена вредност лежи у њеној применљивости, почев од инжењерства, аналитичке геометрије, математичке физике, апстрактне алгебре и примене у економији, програмирању и рачунарству.

## Историја
Студије линеарне алгебре су иницијално настале из изучавања детерминанти, које су кориштене за решавање система линеарних једначина. Детерминанте је користио Лајбниц 1693. године, и накнадно је Габријел Крамер извео Крамерово правило за решавање линеарних система 1750. Касније је Гаус даље развио теорију решавања линеарних система користећи Гаусову елиминацију, која је иницијално била наведена као напредак у геодезији.
Студирање алгебре матрица је првобитно настало у Енглеској средином 1800-тих. Године 1844 Херман Гросман је објавио „теорију проширења” која је обухватала основе тога што се данас назива линеарном алгебром. Године 1848, Џејмс Џозеф Силвестер је увео термин матрица, што је латинска реч за „материцу”. Док је изучавао композиције линеарних трансформација, Артур Кејли је дефинисао множење матрица и налажење инверзних матрица. Он је користио појединачна слова да означи матрице, те је стога третирао матрице као агрегатне објекте. Он је исто тако уочио везу између матрица и детерминанти, и о томе је писао: „Могло би се рећи пуно тога о овој теорији матрица која би, како мени изгледа, требало да претходи теорији детерминанти”.
Године 1882, Хусејин Тевфик Паша је написао књигу с насловом „Линеарна алгебра”. Прву модерну и прецизнију дефиницију вектора је увео Пеано 1888. године. До 1900, теорија линеарних трансформација коначно димензионалног векторског простора се појавила. Линеарна алгебра је попримила своју модерну форму у првој половини двадесетог века, кад су многе идеје и методи ранијих векова били генерализовани као апстрактна алгебра. Употреба матрица у квантној механици, специјалној релативности, и статистици помогла је ширењу предмета линеарне алгебре изван чисте математике. Развој рачунара је довео до знатнијег истраживања ефикасних алгоритама за Гаоусову елиминацију и декомпозицију матрица, и линеарна алгебра је постала есенцијално оруђе за моделовање и симулације.
Порекло знатног броја тих идеја је дискутовано у чланцима о детерминантама и Гаусовој елиминацији.

### Образовна историја
Линеарна алгебра се први пут појавила у америчким уџбеницима током 1940-тих. Након рада Студијске групе математичких школа, у образовне програме 12. разреда средњих школа у САД је током 1960-тих уведена „матричка алгебра, која је раније предавана у колеџима”. У Француској су током 1960-тих уведена предавања линеарне алгебре у виду векторског простора коначних димензија у првој години средње школе. То је довело до реакције током 1980.тих година, која је довела до уклањања линеарне алгебре из наставног плана и програма. Године 1993, америчка група за наставни програм линеарне алгебре препоручила да се факултетски курсеви линеарне алгебре предају у виду апликационо базиране „матричне оријентације” уместо теоретске оријентације. Прегледи наставе линеарне алгебре препоручују стављање нагласка на визуализацију и геометријску интерпретацију теоретских идеја, и уврштавање крунског драгуља линеарне алгебре, декомпозиције сингуларне вредности (SVD), пошто она налази примену у веома великом броју дисциплина. Да би се побољшао асортиман примена у 21. веку, као што употребе у областима анализе података и анализе несигурности, линеарна алгебра може да буде базирана на SVD уместо на Гаусовој елиминацији.

## Опсег изучавања

### Векторски простори
Главне структуре линеарне алгебре су векторски простори. Векторски простор преко поља F (обично поља реалних бројева) је скуп V на коме су применљиве две бинарне операције које задовољавају следеће аксиоме. Елементи скупа V се називају векторима, а елементи F се називају скаларима. Прва операција, векторска адиција, узима два вектора v и w и производи трећи вектор . Друга операција, скаларно множење, узима било који скалар a и било који вектор v и формира нови вектор . Операције сабирања и множења у векторском простору морају да задовоље следеће аксиоме. На доњој листи, нека су u, v и w арбитрарни вектори у V, а a и b скалари у F.
| Аксиом                                                        | Смисао                                                                               |
| Асоцијативност адиције                                        |                                                                                      |
| Комутативност адиције                                         |                                                                                      |
| Елемент идентитета адиције                                    | Постоји елемент , који се назива нулти вектор, такав да је за свако .                |
| Инверзни елементи адиције                                     | За сваки v ∈ V, постоји елемент , који се назива адитивна инверзија вектора v, такав да је |
| Дистрибутивност скаларног множења у погледу векторске адиције |                                                                                      |
| Дистрибутивност скаларног множења у погледу поља адиције      |                                                                                      |
| Компатибилност скаларног множења са множењем поља             | [ nb 1 ]                                                                             |
| Елемент идентитета скаларног множења                          | 1v = v, где 1 означава идентитет множења у .                                               |

Прва четири аксиома формулишу V као абелову групу у контексту векторске адиције. Елементи векторског простора могу да буду различите природе; на пример, они могу да буду секвенце, функције, полиноми или матрице. Линеарна алгебра се бави својствима која су заједничка за све векторске просторе.

### Линеарне трансформације
Слично теоријама других алгебарских структура, линеарна алгебра студира мапирања између векторског простора која презервирају векторско просторне структуре. Ако су дата два векторска простора V и W на пољу F, линеарна трансформација (која се исто тако назива линеарна мапа, линеарно мапирање или линеарни оператор) је мапирање
{\displaystyle T:V\to W}
које је компатибилно са адицијом и скаларним множењем:
{\displaystyle T(u+v)=T(u)+T(v),\quad T(av)=aT(v)}
за било које векторе  и скаларе a ∈ F.
Додатно за векторе  и скаларе a, b ∈ F:
{\displaystyle \quad T(au+bv)=T(au)+T(bv)=aT(u)+bT(v)}
Кад постоји бијекционо линеарно мапирање између два векторска простора (другим речима, кад је сваки вектор из другог простора асоциран са тачно једним из првог), може се рећи да су два простора изоморфна. Пошто изоморфизам презервира линеарну структуру, два изоморфна векторска простора су „есенцијално иста” са тачке гледишта линеарне алгебре. Једно есенцијално питање у линеарној алгебри је да ли је мапирање изоморфно или није, и одговор на то питање се може наћи проверавањем да је вредност детерминанте различита од нуле. Ако мапирање није изоформно, линеарна алгебра има интерес у налажењу његовог опсега (или слике) и ступ елемената који се мапирају у нулу, звани језгро мапирања.
Линеарне трансформације имају геометријски значај. На пример, 2 × 2 реалне матрице представљају стандардна планарна мапирања која презервирају координатни почетак.

### Историја
- Fearnley-Sander, Desmond (1979). „Hermann Grassmann and the Creation of Linear Algebra”. American Mathematical Monthly. 86 (1979): 809.—817. doi:10.1080/00029890.1979.11994921.
- Grassmann, Hermann, Die lineale Ausdehnungslehre ein neuer Zweig der Mathematik: dargestellt und durch Anwendungen auf die übrigen Zweige der Mathematik, wie auch auf die Statik, Mechanik, die Lehre vom Magnetismus und die Krystallonomie erläutert, O. Wigand, Leipzig, 1844.

### Уводни уџбеници
- Banerjee, Sudipto; Roy, Anindya (2014). Linear Algebra and Matrix Analysis for Statistics. Texts in Statistical Science (1st изд.). Chapman and Hall/CRC. ISBN 978-1420095388.
- Bretscher, Otto (2004). Linear Algebra with Applications (3rd изд.). Prentice Hall. ISBN 978-0-13-145334-0.
- Farin, Gerald; Hansford, Dianne (2004). Practical Linear Algebra: A Geometry Toolbox. AK Peters. ISBN 978-1-56881-234-2.
- Murty, Katta G. (2014). Computational and Algorithmic Linear Algebra and n-Dimensional Geometry. World Scientific Publishing. ISBN 978-981-4366-62-5. doi:10.1142/8261. Chapter 1: Systems of Simultaneous Linear Equations
- Strang, Gilbert (2016). Introduction to Linear Algebra (5th изд.). Wellesley-Cambridge Press. ISBN 978-09802327-7-6.
- Hefferon, Jim (2008), Linear Algebra, Архивирано из оригинала 01. 03. 2014. г., Приступљено 31. 08. 2017
- Anton, Howard (2005), Elementary Linear Algebra (Applications Version) (9th изд.), Wiley International
- Kolman, Bernard; Hill, David R. (2007). Elementary Linear Algebra with Applications (9th изд.). Prentice Hall. ISBN 978-0-13-229654-0.
- Lay, David C. (2005). Linear Algebra and Its Applications (3rd изд.). Addison Wesley. ISBN 978-0-321-28713-7.
- Leon, Steven J. (2006). Linear Algebra With Applications (7th изд.). Pearson Prentice Hall. ISBN 978-0-13-185785-8.
- Poole, David (2010). Linear Algebra: A Modern Introduction (3rd изд.). Cengage – Brooks/Cole. ISBN 978-0-538-73545-2.
- Ricardo, Henry (2010). A Modern Introduction To Linear Algebra (1st изд.). CRC Press. ISBN 978-1-4398-0040-9.
- Sadun, Lorenzo (2008). Applied Linear Algebra: the decoupling principle (2nd изд.). AMS. ISBN 978-0-8218-4441-0.

### Напредни уџбеници
- Axler, Sheldon (2004). Linear Algebra Done Right (2nd изд.). Springer. ISBN 978-0-387-98258-8.
- Bhatia, Rajendra (1996). Matrix Analysis. Graduate Texts in Mathematics. Springer. ISBN 978-0-387-94846-1.
- Demmel, James W. (1997). Applied Numerical Linear Algebra. SIAM. ISBN 978-0-89871-389-3.
- Dym, Harry (2007). Linear Algebra in Action. AMS. ISBN 978-0-8218-3813-6.
- Gantmacher, F.R. (2005). Applications of the Theory of Matrices. Dover Publications. ISBN 978-0-486-44554-0.
- Gantmacher, Felix R. (1990). Matrix Theory Vol. 1 (2nd изд.). American Mathematical Society. ISBN 978-0-8218-1376-8.
- Gantmacher, Felix R. (2000). Matrix Theory Vol. 2 (2nd изд.). American Mathematical Society. ISBN 978-0-8218-2664-5.
- Gelfand, I. M. (1989). Lectures on Linear Algebra. Dover Publications. ISBN 978-0-486-66082-0.
- Glazman, I. M.; Ljubic, Ju. I. (2006). Finite-Dimensional Linear Analysis. Dover Publications. ISBN 978-0-486-45332-3.
- Golan, Johnathan S. (2007). The Linear Algebra a Beginning Graduate Student Ought to Know (2nd изд.). Springer. ISBN 978-1-4020-5494-5.
- Golan, Johnathan S. (1995). Foundations of Linear Algebra. Kluwer. ISBN 978-0-7923-3614-3.
- Golub, Gene H.; Van Loan, Charles F. (1996). Matrix Computations. Johns Hopkins Studies in Mathematical Sciences (3rd изд.). The Johns Hopkins University Press. ISBN 978-0-8018-5414-9.
- Greub, Werner H. (1981). Linear Algebra. Graduate Texts in Mathematics (4th изд.). Springer. ISBN 978-0-8018-5414-9.
- Hoffman, Kenneth; Kunze, Ray (1971), Linear algebra (2nd изд.), Englewood Cliffs, N.J.: Prentice-Hall, Inc., MR 0276251
- Friedberg, Stephen H.; Insel, Arnold J.; Spence, Lawrence E. (2002). Linear Algebra (4th изд.). Prentice Hall. ISBN 978-0-13-008451-4.
- Halmos, Paul R. (1993). Finite-Dimensional Vector Spaces. Undergraduate Texts in Mathematics. Springer. ISBN 978-0-387-90093-3.
- Horn, Roger A.; Johnson, Charles R. (1990). Matrix Analysis. Cambridge University Press. ISBN 978-0-521-38632-6.
- Horn, Roger A.; Johnson, Charles R. (1994). Topics in Matrix Analysis. Cambridge University Press. ISBN 978-0-521-46713-1.
- Lang, Serge (2004). Linear Algebra. Undergraduate Texts in Mathematics (3rd изд.). Springer. ISBN 978-0-387-96412-6.
- Marcus, Marvin; Minc, Henryk (2010). A Survey of Matrix Theory and Matrix Inequalities. Dover Publications. ISBN 978-0-486-67102-4.
- Meyer, Carl D. (2001). Matrix Analysis and Applied Linear Algebra. Society for Industrial and Applied Mathematics (SIAM). ISBN 978-0-89871-454-8. Архивирано из оригинала 31. 10. 2009. г.
- Mirsky, L. (1990). An Introduction to Linear Algebra. Dover Publications. ISBN 978-0-486-66434-7.
- Roman, Steven (2005). Advanced Linear Algebra. Graduate Texts in Mathematics (2nd изд.). Springer. ISBN 978-0-387-24766-3.
- Shafarevich, I. R.; Remizov, A. O (2012). Linear Algebra and Geometry. Springer. ISBN 978-3-642-30993-9.
- Shilov, Georgi E. (1977). Linear algebra. Dover Publications. ISBN 978-0-486-63518-7.
- Shores, Thomas S. (2006). Applied Linear Algebra and Matrix Analysis. Undergraduate Texts in Mathematics. Springer. ISBN 978-0-387-33194-2.
- Smith, Larry (1998). Linear Algebra. Undergraduate Texts in Mathematics. Springer. ISBN 978-0-387-98455-1.
- Trefethen, Lloyd N.; Bau, David (1997). Numerical Linear Algebra. SIAM. ISBN 978-0-898-71361-9.

### Студијски водичи и прегледи
- Leduc, Steven A. (1996). Linear Algebra (Cliffs Quick Review). Cliffs Notes. ISBN 978-0-8220-5331-6.
- Lipschutz, Seymour; Lipson, Marc (2000). Schaum's Outline of Linear Algebra (3rd изд.). McGraw-Hill. ISBN 978-0-07-136200-9.
- Lipschutz, Seymour (1989). 3,000 Solved Problems in Linear Algebra. McGraw–Hill. ISBN 978-0-07-038023-3.
- McMahon, David (2005). Linear Algebra Demystified. McGraw–Hill Professional. ISBN 978-0-07-146579-3.
- Zhang, Fuzhen (2009). Linear Algebra: Challenging Problems for Students. The Johns Hopkins University Press. ISBN 978-0-8018-9125-0.